# Lindach (Kolitzheim)
Lindach ist ein Gemeindeteil der Gemeinde Kolitzheim im unterfränkischen Landkreis Schweinfurt in Bayern.

## Geografische Lage
Das Kirchdorf Lindach liegt im äußersten Westen des Kolitzheimer Gemeindegebietes. Weiter nördlich beginnt mit der Gemarkung von Hirschfeld das Gemeindegebiet von Röthlein. Im Nordosten liegt Gernach, während im Osten Kolitzheim selbst zu finden ist. Südöstlich erhebt sich Öttershausen, das bereits zur Gemarkung von Volkach-Gaibach im Landkreis Kitzingen gehört. Stammheim liegt im Süden. Der Westen wird von Wipfeld eingenommen, das allerdings auf der gegenüberliegenden Mainseite liegt. Der Gemeindeteil St. Ludwig ist dagegen nahe Lindach zu finden.
Das auf freier Flur etwa zweieinhalb Kilometer nordwestlich von Kolitzheim und eineinhalb Kilometer östlich des Mains gelegene Dorf verlief ursprünglich als Straßenangerdorf in Nord-Süd-Ausrichtung entlang der heutigen Lindenstraße. Der Weg über die Höhenzüge ermöglichte das Umgehen der Wege in der oft überschwemmten Mainaue.

## Geschichte
Der Ortsname Lindach verweist auf eine frühe Gründung und die Nähe zu einem mit Lindenbäumen bestandenen Bach. Erstmals erwähnt wurde „Lintaha“ bereits im Jahr 880, als das Kloster Fulda seinen Besitz im Ort an andere Herren verschenkte. Im Jahr 1141 übergab dann der Würzburger Bischof Embricho dem Augustiner-Chorherrenstift Heidenfeld den linksmainischen Anteil der Pfarrei Wipfeld, darunter Hirschfeld, Gernach und Lindach. Ein Wallfahrtsweg zum Kirchberg in Volkach verlief im Mittelalter durch den Ort.
Noch im 15. Jahrhundert besaßen mehrere Herren Einfluss auf das Dorf. So übergab 1426 Erkinger von Seinsheim seine Besitzungen in Lindach an die Kartäuser von Astheim. Im Bauernkrieg beteiligten sich die Lindacher an der Erhebung gegen die Grundherren der Umgebung. Nach der Niederschlagung des Aufstandes wurden zwei Anführer der Bauern im Ort ergriffen. In der Folgezeit schlossen sich viele Dorfbewohner der Reformation an. Erst die Gegenreformation unter Bischof Julius Echter und die Errichtung der Pfarrei Heidenfeld mit Lindach als Filiale beendete diese Entwicklung. Heute ist der Ort mehrheitlich katholisch.
Im Jahr 1830 lebten in 51 Wohnhäusern 56 Familien (insgesamt 292 Einwohner).
Am 1. Mai 1978 wurde die ehemals eigenständige Gemeinde Lindach im Zuge der Gebietsreform in Bayern der neu konstituierten Gemeinde Kolitzheim zugeschlagen.

## Baudenkmäler

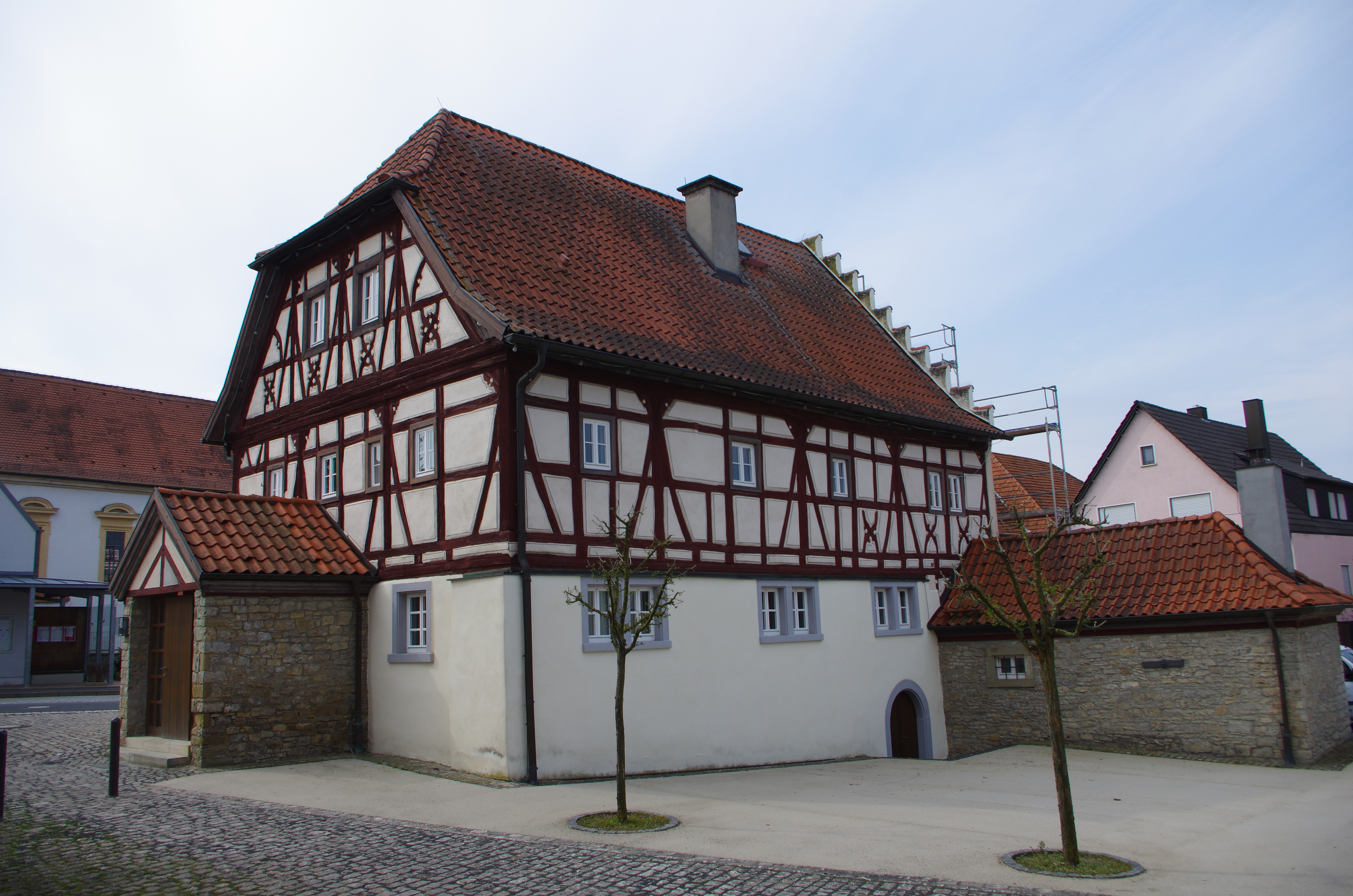
Das ehemalige Rathaus des Dorfes

Mehrere Baudenkmäler haben sich in Lindach erhalten. Mittelpunkt des Ortes ist seit dem 17. Jahrhundert die Filialkirche St. Antonius. Sie weist einen typischen Julius-Echter-Spitzhelm auf. Das Langhaus entstand um 1691 in seiner heutigen Form. In der zweiten Hälfte des 18. Jahrhunderts gelangte die klassizistische Ausstattung ins Kircheninnere. Eventuell schuf der Würzburger Hofkünstler Johann Peter Wagner den mehrteiligen Kreuzweg im Langhaus.
Das ehemalige Rathaus entstammt der Renaissance und wurde wohl zeitgleich mit der Kirche erbaut. Es weist einen zeittypischen Treppengiebel auf und wurde mit einem Fachwerkobergeschoss errichtet. Das Obergeschoss wird durch eine außen angebrachte Freitreppe betreten. Weitere Häuser aus vergangenen Jahrhunderten prägen das Ortsbild. Außerdem besteht seit dem 16. Jahrhundert das sogenannte Käppele am Ortsrand, das in seinem Inneren eine wertvolle Pietà der Spätgotik enthält.
Typisch für ein katholisch geprägtes Dorf in Mainfranken sind die vielen Bildstöcke und Kleindenkmäler, die im Ort und seiner Gemarkung Aufstellung fanden. Sie sind Wegstationen und Denkmäler der Volksfrömmigkeit. Besonders eindrucksvoll ist eine Figurengruppe an der Öttershausener Straße. Der sitzende Christus wird von einem Folterknecht mit der Dornenkrone gekrönt. Der Bildstock stammt aus dem Jahr 1733.

## Weinbau

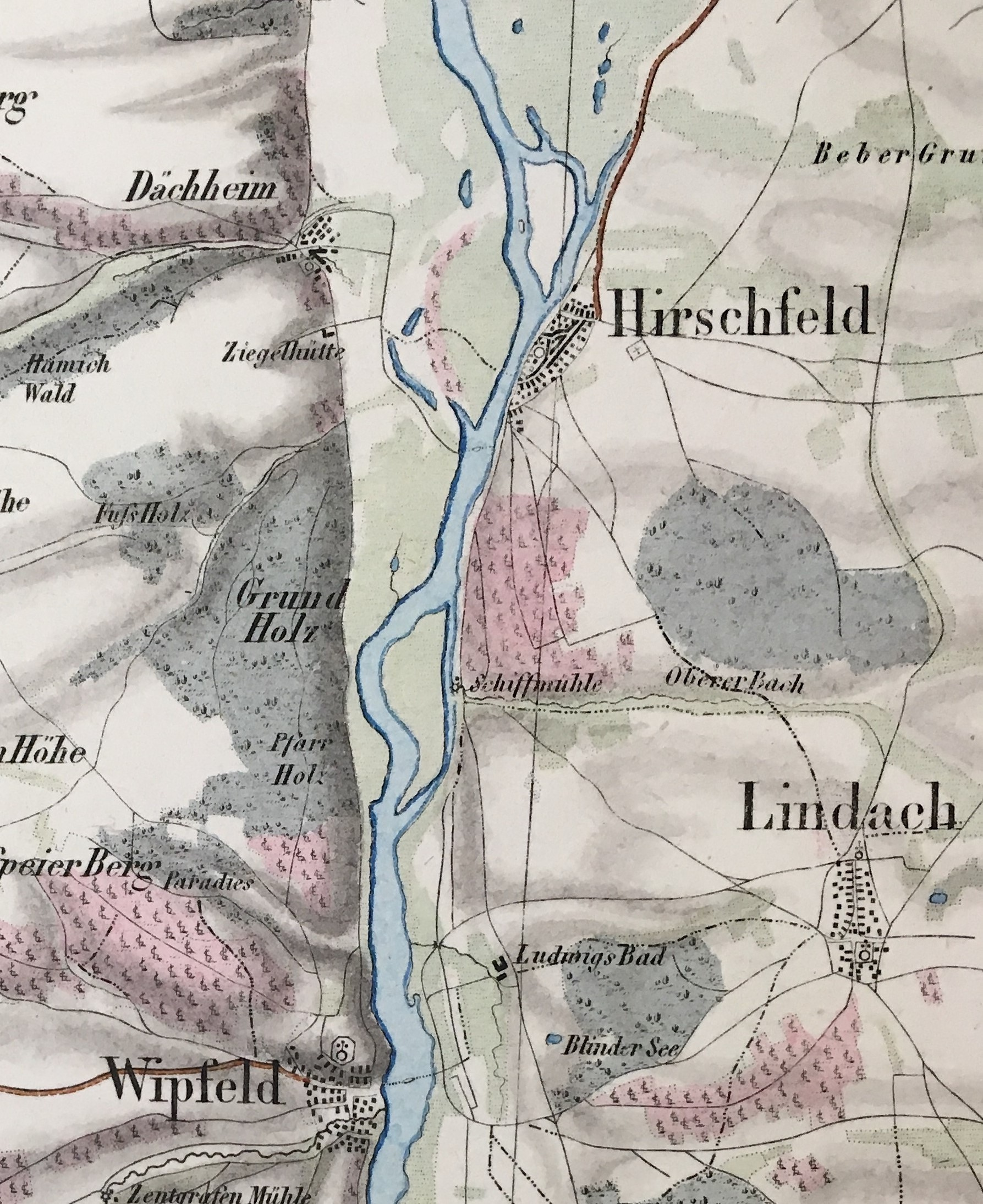
Die Weinlagen um Lindach im frühen 19. Jahrhundert

Lindach ist heute Weinbauort im Anbaugebiet Franken. Eine Weinlage existiert um das Dorf, der Wein wird unter dem Namen Lindacher Kreuzpfad vermarktet. Lindach ist Teil des Bereichs Volkacher Mainschleife, bis 2017 waren die Winzer im Bereich Maindreieck zusammengefasst. Die Keuperböden mit dünner Lehmauflage um Lindach eignen sich ebenso für den Anbau von Wein, wie die Lage in der Maingauklimazone, die zu den wärmsten Deutschlands gehört.
Bereits seit dem Frühmittelalter betreiben die Menschen um Lindach Weinbau. Die fränkischen Siedler brachten wohl im 7. Jahrhundert die Rebe mit an den Main. Bereits 880 ist erstmals Weinbau um Lindach nachweisbar. Im Mittelalter gehörte die Region zum größten zusammenhängenden Weinbaugebiet im Heiligen Römischen Reich. Die Menschen betrieben zumeist Nebenerwerbsweinbau zur Selbstversorgung, gleichzeitig bildeten sich bereits Exportzentren insbesondere entlang des Maines heraus.
Der Weinbau erlebte nach der Säkularisation zu Beginn des 19. Jahrhunderts einen umfassenden Niedergang. Vor allem klimatisch weniger begünstigte Lagen gab man vollständig auf. Zusätzlich erschwerte das Aufkommen von Schädlingen wie der Reblaus den Anbau. In Lindach wurde bald gar kein Weinbau mehr betrieben. Konsolidieren konnte sich die Weinbauregion Franken erst wieder in der zweiten Hälfte des 20. Jahrhunderts. Der Einsatz von Düngern und verbesserte Anbaumethoden hatten dazu ebenso beigetragen wie die Organisation in Genossenschaften und die Flurbereinigung der 1970er Jahre.
Erst seit 1981 wird in Lindach wieder in begrenztem Ausmaß Weinbau betrieben, der Name der Lage Kreuzpfad verweist auf ein Kruzifix des 19. Jahrhunderts, das am Wegesrand steht. Zeitweise wurde im Ort sogar ein kleines Weinfest gefeiert, das jedes Jahr Anfang Juli stattfand. Insgesamt zwei Weingüter bestehen im Ort.
| Weinlage  | Größe 1993 | Himmelsrichtung | Hangneigung | Hauptrebsorten          | Großlage            |
| --------- | ---------- | --------------- | ----------- | ----------------------- | ------------------- |
| Kreuzpfad | 12 ha      | Südsüdwesten    | 10 %        | Müller-Thurgau, Bacchus | Volkacher Kirchberg |